# Casa del 36 del Carrer de Sant Joan
La Casa del 36 del Carrer de Sant Joan és un edifici medieval de la vila de Vilafranca de Conflent, de la comarca d'aquest nom, a la Catalunya del Nord. És una obra inventariada com a monument històric.
Com el seu nom indica, és en el número 36 del carrer de Sant Joan, en el sector central de la vila. Li correspon la parcel·la cadastral 254.
És un edifici de finals del segle xii. Construïda amb un aparell mitjà, la façana és força ampla. A la planta baixa hi ha dues arcades de punt rodó, amb arestes vives i dovelles mal extradossades, amb clau d'arc.